# Stamsjön, Uppland
Stamsjön är en sjö i Uppsala kommun och Östhammars kommun i Uppland. Sjön lägger omkring 35 km nordöst om Uppsala, har en area på 0,445 kvadratkilometer och ligger 8,9 meter över havet. Genom Stamsjön rinner Olandsån. Den ingår i Olandsåns huvudavrinningsområde. 
Sjön är ett populärt tillhåll för ornitologer med sitt rika fågelliv. I sjöns norra ände ligger Kydingeholm i Alunda socken söder om sjön ligger Ora säteri i Faringe socken och i öster ligger Hesselby Gård i Tuna socken. Vid provfiske har bland annat abborre, björkna, braxen och id fångats i sjön.

## Delavrinningsområde
Stamsjön ingår i delavrinningsområde (665964-163027) som SMHI kallar för Utloppet av Stamsjön. Medelhöjden är 17 meter över havet och ytan är 8,45 kvadratkilometer. Räknas de 18 avrinningsområdena uppströms in blir den ackumulerade arean 351,15 kvadratkilometer. Avrinningsområdets utflöde Olandsån mynnar i havet. Avrinningsområdet består mestadels av skog (17 procent), öppen mark (12 procent) och jordbruk (66 procent). Avrinningsområdet har 0,34 kvadratkilometer vattenytor vilket ger det en sjöprocent på 4 procent.

## Fisk
Vid provfiske har följande fisk fångats i sjön:
- Abborre
- Björkna
- Braxen
- Id
- Mört
- Sarv
- Sutare